# تونی آیومی
آنتونی فرانک آیومی معروف به تونی آیومی (انگلیسی: Tony Iommi) آهنگساز، ترانه‌سرا و گیتاریست سرشناس بریتانیایی است که بیشتر به عنوان یکی از اعضای اصلی گروه هوی متال بلک سبث شناخته می‌شود.

## زندگی‌نامه
آیومی در خانواده‌ای کاتولیک در شهر بیرمنگام زاده شد. او در مدرسه‌ای تحصیل می‌کرد که آزی آزبورن در آن درس می‌خواند. او جزو معدود گیتاریست‌های راست دستی است که گیتار را با دست چپ می‌نوازد.
او در ده سالگی به دنیای موسیقی وارد شد. در ابتدا علاقه خود را به درامز نشان داد، اما بعداً تصمیم گرفت گیتار را انتخاب کند. آیومی در دوران نوجوانی هنگامی که مشغول به کار در یک کارخانه بود، طی یک حادثه دو تا از سرانگشتانش دست راستش را از دست داد و به شدت آسیب دید. این آسیب موجب شد تا شیوه گیتار زدن او، برای همیشه تحت تأثیر قرار بگیرد. به همین علت، تونی گیتار را با دست چپ می‌نوازد.
آیومی در بسیاری از گروه‌های راک و بلوز نوازندگی می‌کرد که اولین آن، گروه راکینگ شوِرِولت، از سال ۱۹۶۴ تا ۱۹۶۵ بود. بعد از آن در سال ۱۹۶۶ به گروه رِست پیوست. در آنجا تونی با دارمر گروه بلک سبث یعنی بیل وارد آشنا شد.
آیومی تنها عضو بلک سبث است که از زمان شکل‌گیری این گروه مهم و پیشروی موسیقی هوی متال در سال ۱۹۶۹، بدون وقفه در آن حضور داشته‌است. از آیومی و جیمی پیج به‌عنوان دو گیتاریست مهم و تأثیرگذار در تاریخ موسیقی هوی متال یاد می‌شود.
آیومی در سال ۱۹۶۸ و قبل از آن‌که فعالیت بلک سبث به شکل جدی آغاز شود، برای مدت کوتاهی با گروه جترو تال همکاری کرد که حاصل آن حضور او فقط در یک اجرا و آن‌هم همراهی با آن‌ها در فیلم موزیکال سیرک راک اند رول رولینگ استونز بود. او پس از انتشار یکی از آلبوم‌های انفرادی خود به نام فیوزد، در سال ۲۰۰۶ به همراه رونی جیمز دیو، گیزر باتلر و وینی اپایس (هر سه از اعضای متغیر بلک سبث) گروهی به نام هِون اند هِل تشکیل دادند. او در کنار همکاری با گروه، به فعالیت‌های فردی خود همچنان ادامه می‌داد. گروه آنان در سال ۲۰۱۰ به دلیل مرگ دیو، منحل شد.
مجله رولینگ استون در سال ۲۰۰۳ و در رده‌بندی ۱۰۰ گیتاریست برتر تمامی دوران، جایگاه بیست و پنجم را به تونی آیومی اختصاص داد. او در نوامبر سال ۲۰۰۸ به عضویت پیاده‌روی ستارگان بیرمنگام درآمد و به افتخار او نشان ستارهٔ برنزی در محل نصب شد.

## زندگی شخصی
آنتونی فرانک آیومی در بیرمنگام زاده شد. او تنها فرزند آنتونی فرانک و سیلویا ماریا آیومی بود. مادرش از مالکان تاکستان در ایتالیا به‌شمار می‌رفت. خانواده او کاتولیک بودند. وی در مدرسه ای درس می‌خواند که آزی آزبورن در آن حضور داشت. آیومی در سن ۸ سالگی در مدرسه وقتی که دوستش به دنبالش بود به زمین‌خورد و لب بالاییش آسیب شدید دید. به همین دلیل به او لقب "Scarface" را داده‌اند. ریش گذاشتن آیومی به دلیل پنهان کردن لبش است.
آیومی در ده سالگی، ورزش‌های زیادی از جمله جودو، کاراته و بوکس را برای محافظت از خود آموخت. وی بسیار در بوکس پیشرفت کرد و در باشگاه‌ها بوکس کار می‌کرد.
آیومی بر حسب اتفاق با درامز آشنا شد اما چون از صدای درامز خوشش نمی‌آمد، گیتار را انتخاب کرد. آیومی همیشه گیتار را با دست چپ می‌نواخت با این که او راست دست بود. بعد از فارغ‌التحصیلی از مدرسه، در کارخانه ساخت انگشتر مشغول به کار شد. او مدتی پس از آن برای درآوردن مخارج زندگی اش به اشتباه به دزدی نیز روی آورد.
در ۱۷ سالگی پس از آنکه انگشتانش آسیب دید، از گیتار زدن ناامید شد و قصد داشت گیتار را برای همیشه کنار بگذارد.
اما سرکارگر او که از نوازندگان مشهور موسیقی جاز بود، وی را تشویق به گیتار زدن کرد.
آیومی پس مدتی که گیتار زدن را به‌طور جدی شروع کرد، تصمیم گرفت گیتار زدن را با دست چپ ادامه دهد. از این رو دو تکه سرانگشت پلاستیکی برای خود ساخت و آن را روی نوک انگشتانش گذاشت تا هنگام نواختن گیتار دچار مشکل نشود. آیومی پس از آن دیگری مشکلی برای گیتار زدن نداشت.

### بیماری
اوایل سال ۲۰۱۲ دکترها تشخیص دادند که آیومی سرطان لنفوم دارد. او بعد از اجرایش در تور بلک سبث ۲۰۱۳ به انگلستان بازگشت تا مراحل درمانی را سپری کند.
آیومی در سوم ژانویه ۲۰۱۴، بعد از تبریک سال جدید، اعلام کرد که چند سال دیگر بیشتر زنده نخواهد ماند.

## بلک سبث
در اوت ۱۹۶۹ اعضای اولیه و اصلی گروه (تونی آیومی، آزی آزبورن، گیزر باتلر و بیل وارد) نام گروه را مشخص کردند. سبث نام یکی از روزهای تعطیل و جشن مسیحی‌ها به‌شمار می‌آید.
حادثه‌ای که برای آیومی در کارخانه به وجود آمد، صدای موسیقی گروه را تحت تأثیر خود قرار داد. در سال ۱۹۷۹ وی کوک گیتار خود را از E به E♭ تغییر داد. در سال ۱۹۷۱ در آلبوم Master of reality، ساز خود را برای سهولت کار انگشتان آسیب‌دیده اش، روی D♭ تنظیم کرد. گیزر باتلر برای تطابق صدا، گیتار خود را به شیوه آیومی کوک کرد. بلک سبث اولین گروه شناخته‌شده‌ای است که سازهای خود را به شیوه متفاوتی کوک می‌کنند. همچنین از بلک سبث به عنوان اولین گروه هوی متال یاد می‌شود.
در سال ۱۹۷۰ مصرف بیش از اندازه مواد مخدر توسط آزی آزبورن، مشکلاتی برای گروه پدیدآورد؛ بنابراین در سال ۱۹۷۹ آزبورن جای خود را به رونی جیمز دیو، خواننده گروه رینبو داد. بعد از فعالیت دیو در بلک سبث، آلبوم هون اند هل را منتشر کردند. در دهه ۸۰ و ۹۰ آیومی گروه را دچار تغییر و تحولات زیادی کرد و افرادی را برای خوانندگی جایگزین کرد. در سال ۱۹۸۴ پس از جدایی یکی از خواننده‌ها، آیومی اولین آلبوم تک نفره خود را به اسم سون ستار ضبط کرد.
پس از آن بین سال‌های ۱۹۸۶ تا ۱۹۹۵ چندین آلبوم منتشر کردند و آخرین آلبوم خود را در سال ۲۰۱۳ به نام ۱۳ ضبط
و منتشر ساختند.

## حرفه شخصی

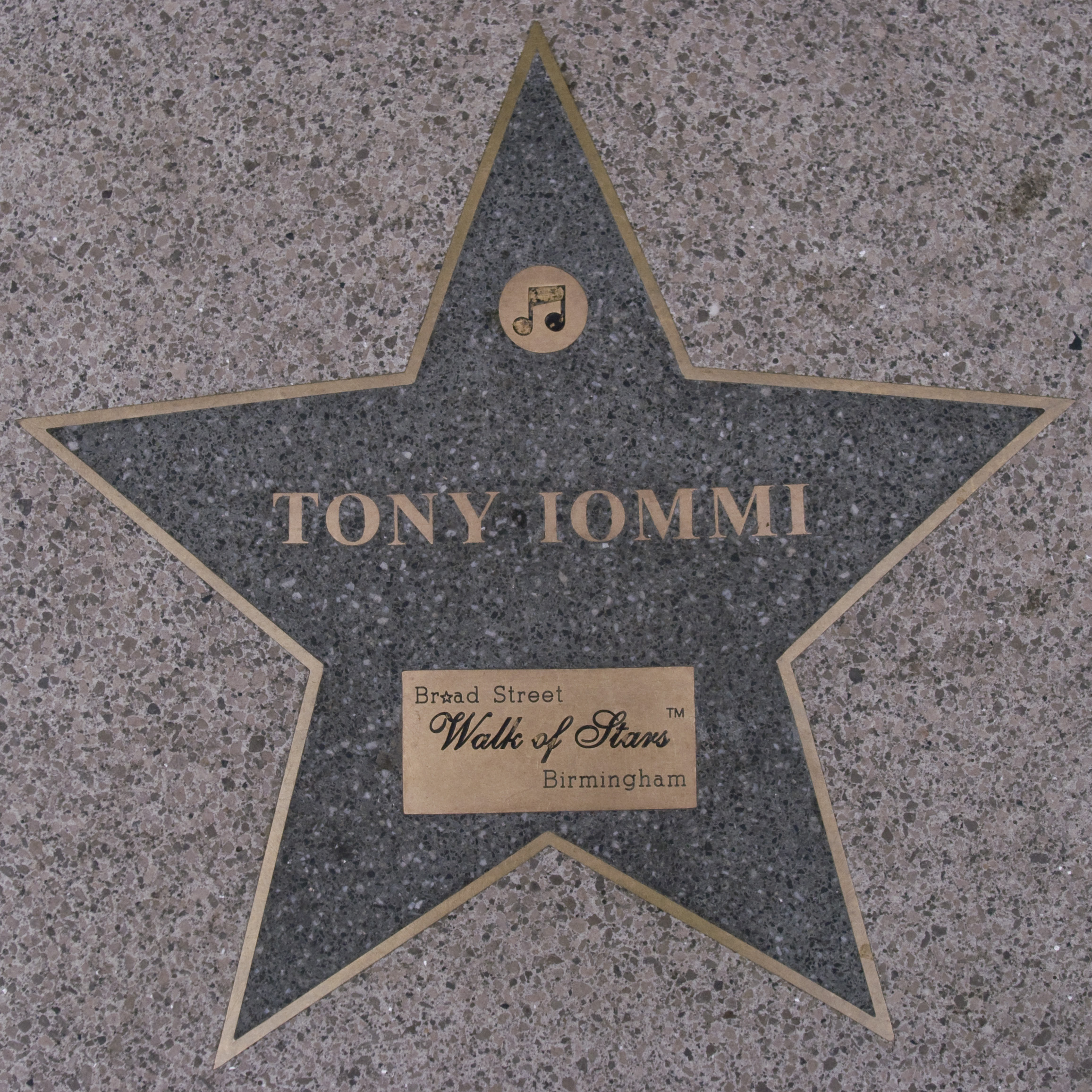
ستاره برای تونی آیومی در پیاده روی ستاره ها در خیابان براد، بیرمنگام، انگلستان. در نوامبر 2008 در سنگفرش.

در سال ۲۰۰۰، آیومی اولین آلبوم شخصی موفق خود را به نام آیومی انتشار داد. وی در این آلبوم چند خواننده‌های مهمان برجسته را دعوت کرد که در میان آن‌ها نام سرج تانکیان و آزی آزبورن به چشم می‌آید. در اواخر سال ۲۰۰۴ آیومی دومین آلبوم شخصی خود را که The 1996 DEP Sessions نام داشت روانه بازار کرد. این آلبوم در اصل در سال ۱۹۹۶ ضبط شده بود اما به‌طور رسمی منتشر نشد. سومین آلبوم شخصی موفق وی Fused نام داشت که در سال ۲۰۰۵ در لندن به بازار آمد.
آیومی با کمپانی ساخت فیلم مایک فلیس قرارداد داشت و برای ضبط چند آهنگ برای سریال تلویزیونی با آن‌ها همکاری کرد.
آیومی همراه با یکی همکارانش ایان گیلان، در سال ۲۰۰۹ برنده جایزه ای در ارمنستان شدند که توسط نخست‌وزیر وقت ارمنستان این جایزه برای آن‌ها ارسال شد تا به زلزله زدگان ارمنی در سال ۱۹۸۸ کمک کنند.
آیومی و گیلان، تک آهنگی به اسم Out of my Mind در سال ۲۰۱۱ منتشر کردند و درآمد حاصل از آهنگ را برای ساخت مدرسه موسیقی در ارمنستان وقف کردند.

## هون اند هل
در اکتبر ۲۰۰۶ گزارش داده شد مبنی بر آنکه آیومی، همراه با دیو، گیزر باتلر و بیل وارد دوباره تور خواهند گذاشت اما این بار به اسم هِوِن اَند هِل (بهشت و جهنم). بعداً اعلام شد که بیل وارد تصمیم گرفته‌است در تور شرکت نکند و فرد دیگری جایگزین وی شد. آن‌ها در سال ۲۰۰۷ آلبومی به اسم سال‌های دیو منتشر ساختند که بیشتر آن، ترانه‌های پیشین ساخته دیو بود.
گروه در سال ۲۰۰۷ همراه مگادث، تور آمریکایی خود را آغاز کردند و در انگلستان، در سال ۲۰۰۸ به پایان رساندند.
اواخر ۲۰۰۸، به همراه بندهای مشهور متال همچون جوداس پریست و تستامنت، تور metal masters را شروع کردند.
گروه، اولین و تنها آلبوم رسمی خود را به نام The Devil You Know در آوریل ۲۰۰۹ منتشر ساختند.
در سال ۲۰۱۰ دیو به دلیل سرطان معده درگذشت. آیومی برای رسم یادبود، فستیوال هون اند هل را برای دیو در لندن اجرا کرد. این اجرا آخرین کار گروه هون اند هل به‌شمار می‌آید.